# Arna erema
Arna erema är en fjärilsart som beskrevs av Collenette 1932. Arna erema ingår i släktet Arna och familjen tofsspinnare. Inga underarter finns listade i Catalogue of Life.